# 박기량 (치어리더)
박기량(1991년 2월 18일 ~ )은 대한민국의 치어리더이자 가수, 뮤지컬 배우, 기업인이다.

## 경력
- 2007년~2009년, 2013년~2017년 울산 모비스 피버스 응원단 치어리더
- 2009년~2022년 롯데 자이언츠 응원단 치어리더
- 2009년~2011년 원주 동부 프로미 치어리더
- 2010년~2011년 LIG 손해보험 그레이터스 치어리더
- 2011년~2013년 창원 LG 세이커스 치어리더
- 2013년, 2015년~2023년 대전 삼성화재 블루팡스 응원단 치어리더
- 2013년~2018년 구리 KDB생명 위너스 응원단 치어리더
- 2015년~2017년 부산 아이파크 응원단 치어리더
- 2017년~2019년 부산 KT 소닉붐 응원단 치어리더
- 2017년~2018년 화성 IBK기업은행 알토스 응원단 치어리더
- 2018년 강원 FC 응원단 치어리더
- 2018년~2022년 한국도로공사 하이패스 배구단 응원단 치어리더
- 2019년~서울 SK 나이츠 응원단 치어리더
- 2023년~ 대한항공 점보스 응원단 치어리더
- 2024년~두산 베어스 응원단 치어리더
- 2024년~FC 서울 응원단 치어리더

## 활동

### 데뷔 전
- 박기량은 부산에서 태어났다.

- 본인이 밝히기로는 어렸을 적부터 춤을 좋아해서 통지표에 항상 춤을 좋아한다는 내용이 빠지지 않았다고 한다.

- 다만 가수가 꿈이었던 것은 아니고, 그냥 장기자랑에 나가서 춤추는 아이 정도였다고 한다.

- 그러던 2007년(고교 2학년) 우연히 부산 서면 길거리를 걷다가 치어리더 팀장에게 캐스팅 되어 치어리더의 길을 걷게 된다.

### 2007년
- 처음 치어리더가 되었을 때는 부모님이 반대하셨다.

- 이유는 부모님은 치어리더가 흔한 직업이 아니고 보는 사람이 많다는 것을 알았기에 박기량을 말렸지만 박기량은 부모님을 설득했고 마침 치어리더 회사의 직원이 아버지와 지인이어서 부모님에게 허락을 받아낸다.

- 그렇게 2달간 안무를 배운 뒤 2007 프로농구 개막 후 울산 모비스 피버스의 치어리더로 투입되어 일했다.

- 하지만 당시 모비스의 성적이 좋지 못해 큰 성과는 못 보았다고 한다.

### 2008년
- 2008년의 박기량. 이미지 보기

- 2008년에도 역시 울산 모비스 피버스 응원단의 치어리더로 활약했다.

### 2009년
- 이미지 보기

- 2009년이 되면서 박기량은 부산의 야구팀 롯데 자이언츠의 치어리더로 데뷔하게 된다.

- 당시까지만 해도 박기량은 부산에 롯데 자이언츠라는 야구팀이 있는 줄도 몰랐다.

- 그러나 2008년 여름 치어리더의 선배가 야구장에 구경 오라는 제안을 받아들여 야구 경기를 보러 간 박기량은 야구장서의 응원의 희열을 느꼈고, 바로 오디션에 도전해 합격했다고 한다.

- 하지만 그 때까지만 해도 박기량의 존재는 크게 알려지지 않았고 응원단이라고 해도 조지훈 응원단장만이 롯데 팬들이 알고 있는 전부였다.

### 2010년
- 2010년, 박기량은 2년간 활동하던 모비스를 떠나 원주 동부 프로미 농구단으로 팀을 옮겼다.

- 그러면서 자연스럽게 회사를 옮겼고 조지훈 단장의 회사로 들어가게 되었다.

- 이 때 박기량의 팬카페가 생겼고 팬들도 조금씩 늘어나기 시작했다.

### 2011년
- 2011년부터 박기량은 본격적으로 주목을 받기 시작했는데, 원주 동부 프로미를 떠나 창원 LG 세이커스로 옮겼고 회사도 지금의 회사인 RS Company로 옮기게 되었다.

- 하지만 이 때까지만 해도 박기량은 크게 주목받거나 방송에서 알려진 인물은 아니었다.

### 2012년
- 2012년, 박기량은 2011년을 끝으로 은퇴한 최현진 팀장의 뒤를 이어 롯데 자이언츠의 새로운 팀장이 된다.

- 이것은 역대 구단 치어리더 팀장 중 최연소다.

- 그러면서 박기량은 당시 한화 이글스에서 나와서 새로운 팀을 찾고 있던 김연정을 스카우트 해간다.

- 당시 김연정은 박기량보다 방송에 더욱 알려지면서 사람들에게 알려진 상태였다.

- 두 사람이 2012년 한 해동안 롯데 자이언츠의 치어리더로 활약하며 엄청난 인기와 방송출연을 하게 되었고, 몸값이 엄청나게 뛰어올라 한 사람의 몸값이 몇 천만원 때를 넘나들었다.

- 창원 LG 세이커스 치어리더로 활동하면서 두 사람은 신화방송에 출연하는 등 전성기를 가졌다.

- 그러나, 두 사람의 폭발적인 인기는 두 사람의 관계에 조금의 영향을 미쳤고, 결국 두 사람이 각자의 길을 가게 되는 원인이 되었다.

- 박기량도 2013년 인터뷰에서 그렇게 밝혔다.

- 또한 박기량은 인기를 얻기 시작하면서 여러 가지 루머에 시달렸다.

### 2013년
- 2013년이 되면서 김연정은 새 소속사로 팀을 옮기며 박기량의 소속사를 떠났다.

- 김연정은 현재 롯데에 오기 전 소속사로 자리를 옮겼다.

- 그러면서 NC 다이노스 치어리더로 활동하고 있다.

- NC 다이노스가 출범하면서 사직구장의 관중 수가 반 이상 줄어드는 등 침체기를 가지기도 했다.

- 당시까지만 해도 치어리더의 열악한 환경이 알려지지 않았으나, 2013년 12월 MBC 휴먼다큐 사람이 좋다에서 치어리더들의 열악한 환경이 소개되며 사람들에게 안타까움을 남겼다.

- 2013년 가을에는 4년만에 울산 모비스 피버스 치어리더로 돌아와 활동 중이다.

### 2014년
- 2014년이 되면서 박기량은 본격적인 방송 활동을 하기 시작한다.
- 3사 예능을 두루 출연하며 인기를 얻었고 결정적으로 2014년 7월 17일, KBS 해피투게더에 출연하면서 주류 광고를 찍고 수입이 몇천만원대로 올라가는 등 전성기를 맞았다.
- 또한 방송과 야구장에서 자주 얼굴을 비추며 인기 치어리더로 다양한 연령층들에게 알려지게 된다.

### 2015년
- 2015년에도 역시 박기량은 많은 방송에 출연하며 인기를 굳혔다.

- 팬카페의 회원 수도 늘어났고, 몸값이 몇 억이라는 소문이 돌기도 했고 연예계로 진출한다는 소문도 있었다.

- 하지만 박기량은 연예계 진출에는 조심하는 마음이며 치어리더 일에만 집중하고 방송일은 경험삼아 한다고 밝히며 연예계 진출은 당분간 미뤄둔 것으로 밝혀졌다.

- 그러나 2015년 10월 8일, Kt 위즈의 포수 장성우가 선수, 리포터 등등 야구장에서 일하는 사람들에 관한 욕설과 성희롱이 담긴 대화내용을 장성우의 전 여자친구 A씨가 SNS에 유포하였고 박기량의 실명이 거론되면서 박기량은 이 둘을 명예훼손으로 고소했다.

- 현재 장성우는 1심에서 벌금형을 선고받고 2심을 기다리고 있으며, A씨 역시 재판 중이다.

- 이 사건 이후 박기량은 자신의 명예에 심각한 악영향을 끼친 것은 물론 치어리더로서의 커리어에도 영향을 미치게 된다.

- 박기량은 이 사건 이후 방송에 모습을 거의 들어내지 않고 있으며 경기 일에만 집중하고 있다.

### 2016년
- 2016년에는 박기량은 3월부터 본격적으로 방송 활동을 재기하기 시작했고 동상이몽에 출연하였다.

- 2016년 6월에는 가수 데뷔를 하였다.[1]

### 2017년
2017년 문재인 대선 후보의 선거캠프에 합류하였으며, 3월 25일 유튜브를 통해 문재인을 응원하는 내용의 동영상이 올라오기도 하였다.

### 2021년
부산해양경찰서는 2021년 7월 13일 5층 강당에서 홍보대사 박기량 경사 임명장을 수여하였다.

### 2024년
두산 베어스 치어리더로 활동하고 있다.

## 출연 작품

### TV
- MBC 《세상을 바꾸는 퀴즈》
- MBC 《휴먼다큐 사람이 좋다》
- JTBC 《신화방송》, 《아는 형님》
- KBS2 《대국민 토크쇼 안녕하세요》
- KBS2 《해피투게더》
- SBS 《동상이몽, 괜찮아 괜찮아》
- MBN 《비행소녀》
- SBS Plus 《좋은 친구들》
- EBS 《딩동댕 유치원》 2022.07~2022.08
- KBS1 《TV쇼 진품명품》 2022.07.31 1,334회
- TV CHOSUN 《국가가 부른다》 게스트
- MBC 《생방송 행복드림 로또 6/45》게스트 1,048회
- KBS 《사장님귀는 당나귀 귀》뉴 보스

### 광고
- 2014년 대선주조 시원(C1) 소주
- 2020년 롯데정밀화학 유록스 (안지현과 함께 출연)

## 앨범
- Lucky Charm

## 기타 이력
- 더불어민주당 특임청년행정촉탁위원
- 2018 평창 동계올림픽 홍보대사
- 2020 부산해양경찰서 홍보대사(경장)